# Gongylidioides
Gongylidioides Oi, 1960 è un genere di ragni appartenente alla famiglia Linyphiidae.

## Distribuzione
Le 16 specie oggi attribuite a questo genere sono state reperite in Asia orientale: buona parte sono endemismi, 5 del Giappone, 3 della Cina, 2 di Taiwan e due dell'India.

## Tassonomia

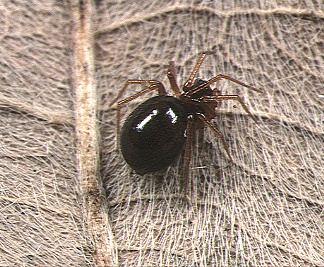
Gongylidioides onoi, femmina

A dicembre 2011, si compone di 16 specie:
- Gongylidioides acmodontus Tu & Li, 2006 — Cina
- Gongylidioides angustus Tu & Li, 2006 — Taiwan
- Gongylidioides communis Saito & Ono, 2001 — Giappone
- Gongylidioides cucullatus Oi, 1960[3] — Giappone
- Gongylidioides diellipticus Song & Li, 2008 — Taiwan
- Gongylidioides foratus (Ma & Zhu, 1990) — Cina
- Gongylidioides galeritus Saito & Ono, 2001 — Giappone
- Gongylidioides griseolineatus (Schenkel, 1936) — Russia, Cina
- Gongylidioides kaihotsui Saito & Ono, 2001 — Giappone
- Gongylidioides Keralaensis Tanasevitch, 2011 — India
- Gongylidioides kouqianensis Tu & Li, 2006 — Cina
- Gongylidioides monocornis Saito & Ono, 2001 — Giappone
- Gongylidioides onoi Tazoe, 1994 — Cina, Vietnam, Giappone
- Gongylidioides pectinatus Tanasevitch, 2011 — India
- Gongylidioides rimatus (Ma & Zhu, 1990) — Russia, Cina
- Gongylidioides ussuricus Eskov, 1992 — Russia, Cina

### Sinonimi
- Gongylidioides longistriatus (Fei & Zhu, 1992); esemplari trasferiti dal genere Oedothorax e riconosciuti come sinonimi di G. ussuricus Eskov, 1992, a seguito di un lavoro degli aracnologi Eskov & Marusik del 1994[1].
- Gongylidioides quadrialatus (Gao, Xing & Zhu, 1996); esemplari trasferiti dal genere Aprifrontalia e riconosciuti come sinonimi di G. onoi Tazoe, 1994, a seguito di un lavoro degli aracnologi Tu & Li del 2004[1].